# Тбіліське водосховище
Тбіліське водосховище (груз. თბილისის წყალსაცავი - Тбілісіс цкалсацаві) або неофіційно Тбіліське море (груз. თბილისის ზღვა - Тбілісіс згва) — водосховище розташоване на північному сході Тбілісі. Місто, яке має форму схожу на півмісяць, оточує його з півдня до заходу. Водосховище було штучно створене в 1952 році затопленням водами річки Іорі трьох невеличких солених озер. Водосховище заповнюється водою протягом весни, після чого вода з нього активно використовується влітку та навесні. Через це рівень води в водосховищі коливається на 7-10 метрів протягом року. Озеро належить до типу оліготрофних, тобто озер з малою концентрацією мікроорганізмів, але останнім часом відбувається евтрофікація, тобто збільшення кількості мікроорганізмів. Це водосховище є частиною Самгорської зрошувальної системи.
Водосховище є популярним місцем відпочинку, на його березі є облаштований пляж. Заплановано створити навколо водосховища парк відпочинку.

## Галерея

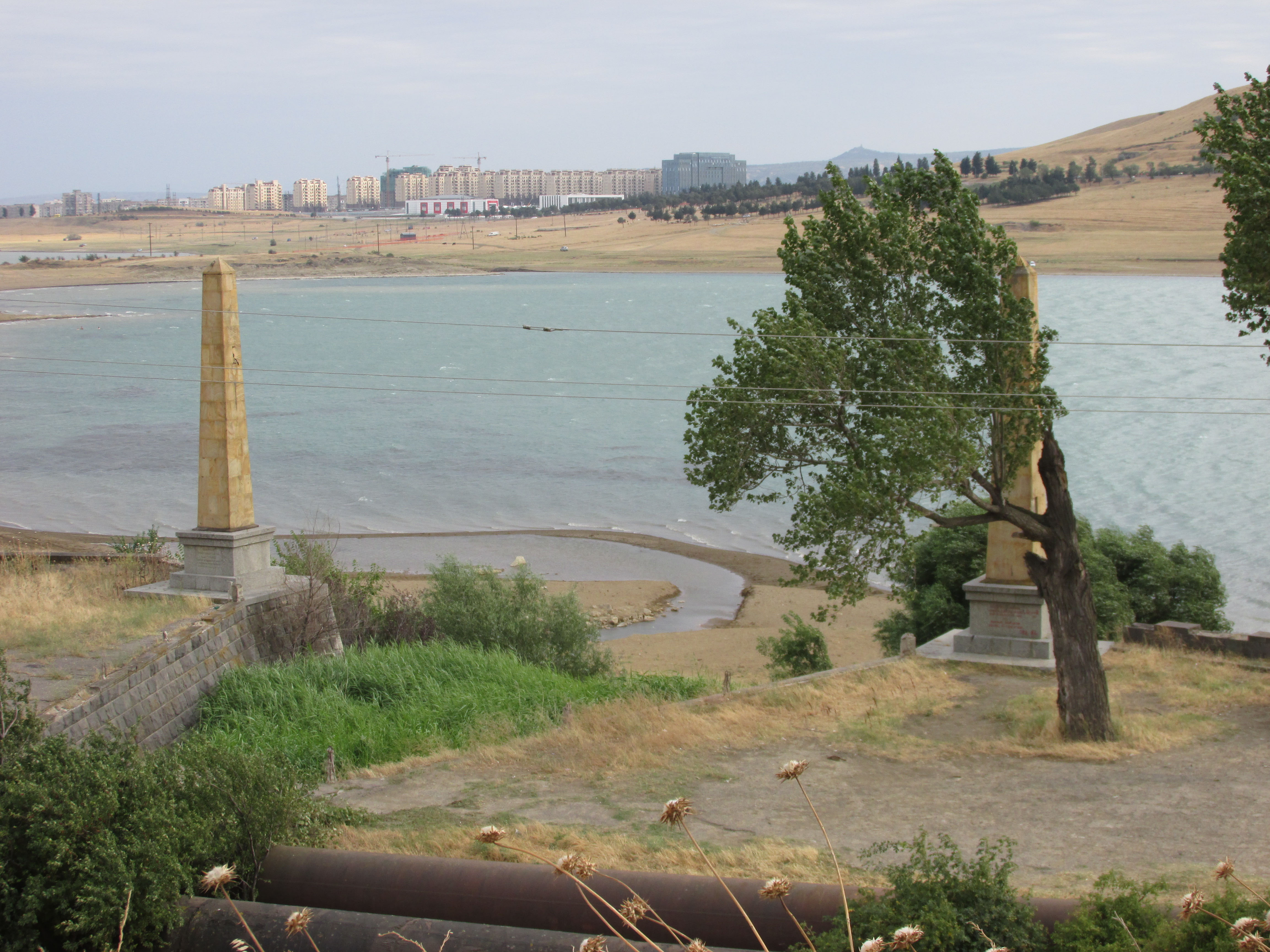
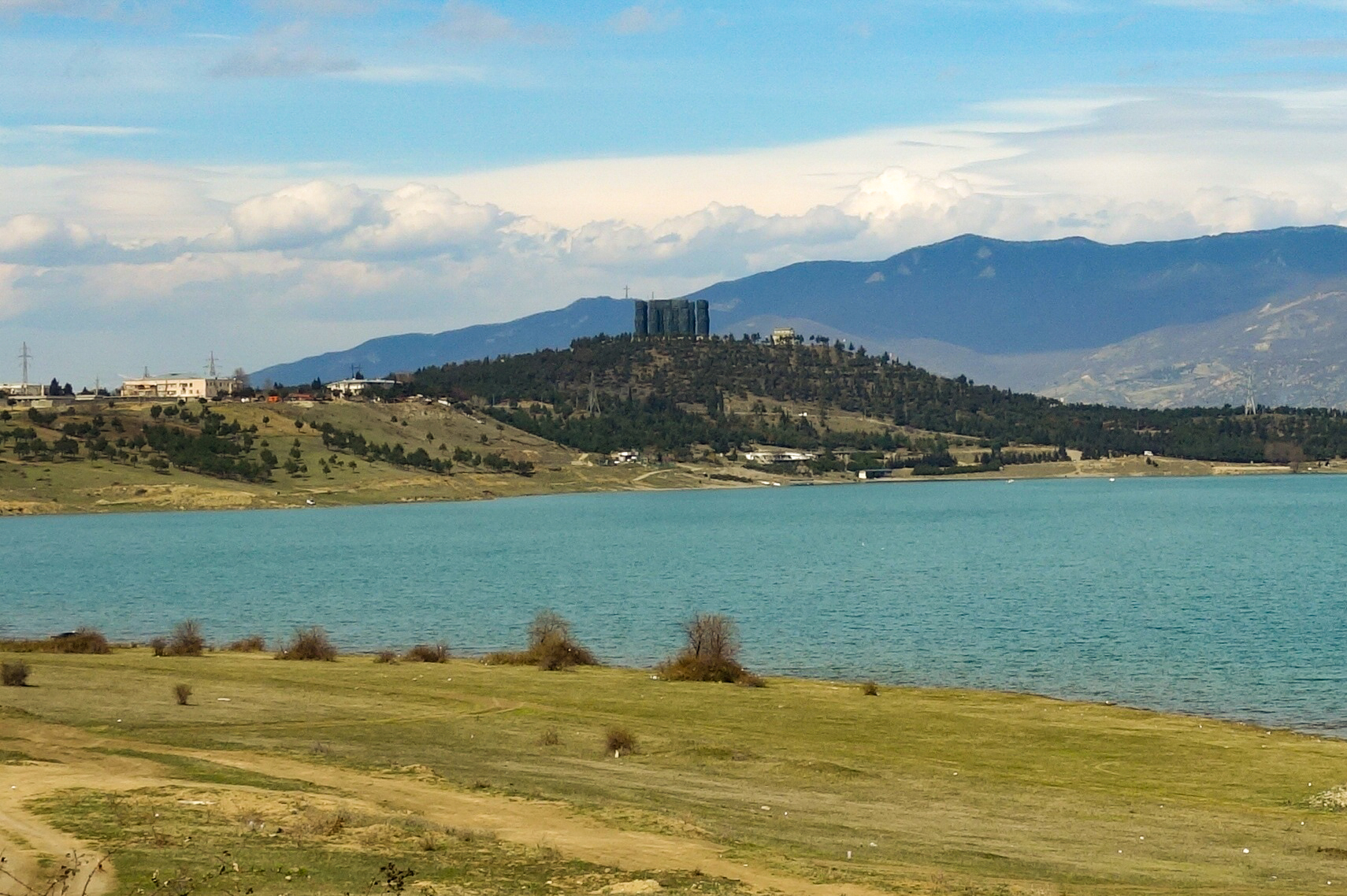
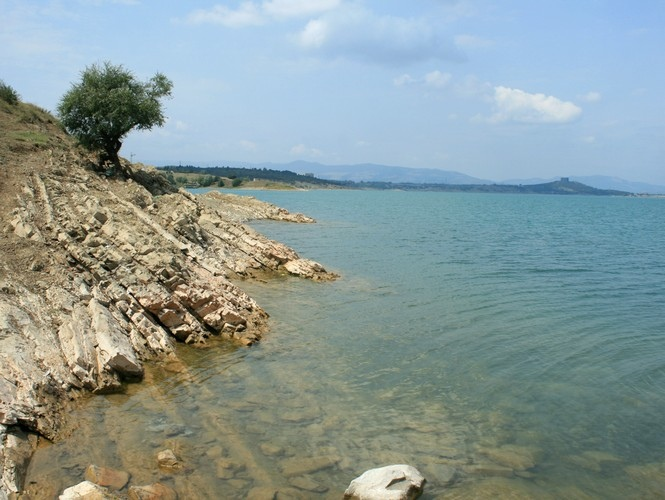